# Gérard Kautai
Gérard Kautai (16 febbraio 1956) è un allenatore di calcio ed ex calciatore francese,   nato a Tahiti.

## Carriera
Ha partecipato all'edizione del 1973 della Coppa delle nazioni oceaniane da giocatore e a quella del 2004 da allenatore.